# Виртон
Вирто́н — коммуна в Валлонии, расположенная в провинции Люксембург, округ Виртон. Принадлежит Французскому языковому сообществу Бельгии. На площади 94,49 км² проживают 11 165 человек (плотность населения — 118 чел./км²), из которых 48,41 % — мужчины и 51,59 % — женщины. Средний годовой доход на душу населения в 2003 году составлял 11 512 евро.
Почтовый код: 6760-6762. Телефонный код: 063.
Виртон является центром области Гом (Gaume), где распространён гомский диалект лотарингского наречия.